# Куркін Олексій Васильович
Олексі́й Васи́льович Ку́ркін (20 березня 1901 — 16 березня 1948) — радянський воєначальник, генерал-полковник танкових військ (24.04.1944).

## Життєпис
Народився у місті Харків, в родині робітників. Росіянин.
До лав Червоної армії вступив добровільно 5 серпня 1918 року, учасник громадянської війни в Росії: інструктор кулеметної команди, помічник начальника кулеметного борту бронепотягу, згодом командував бронепотягом на Південному фронті. Член РКП(б) з 1920 року.
У 1922 році закінчив Харківський вищий військово-політичний технікум. Обіймав посади військового комісара бронепотяга, бронедивізіону.
У 1932 році закінчив Ленінградські вищі бронетанкові курси удосконалення командного складу. З 1932 року — командир і комісар окремого радіобатальйону, згодом — 4-го важкого танкового полку у Харкові.
У 1935 році закінчив Академічні курси при Військовій академії механізації і моторизації РСЧА імені Й. В. Сталіна. З 1935 року — командир 17-ї механізованої бригади, полковник (26.11.1935); з квітня 1938 по липень 1940 року — командир 2-ї легкої танкової бригади. 17 травня 1939 року присвоєне військове звання комбриг. Брав участь у радянському вторгненні до Польщі у 1939 році. Генерал-майор танкових військ (04.06.1940).
З грудня 1940 року — командир 3-го механізованого корпусу в Прибалтійському особливому військовому окрузі. На цій посаді зустрів початок німецько-радянської війни. В ході Прибалтійської оборонної операції 3-й механізований корпус діяв у складі військ Північно-Західного фронту і був фактично знищений. 28 серпня 1941 року О. В. Куркін на чолі групи офіцерів вийшов з оточення в полосі оборони Брянського фронту. Відразу після виходу з оточення призначений першим заступником командира новосформованого 1-го гвардійського стрілецького корпусу. 9 жовтня 1941 року корпус був переформований у 26-ту армію, яка підпорядковувалась безпосередньо Ставці ВГК. Командувачем армії призначений генерал-майор танкових військ О. В. Куркін. Не завершивши формування, армія була кинута у бій на оборону Москви, де зазнала значних втрат. 26 жовтня 1941 року управління 26-ї армії було розформоване, а війська передані до складу 50-ї армії. До прибуття нового командувача, О. В. Куркін тимчасово командував 50-ю армією.
З грудня 1941 року — начальник автобронетанкових військ (АБТВ) Північно-Західного фронту; з січня 1942 року — начальник АБТВ Волховського фронту; з 12 травня 1942 року — командир 9-го танкового корпусу на Західному фронті; з 18 жовтня 1942 року — начальник Саратовського танкового військового табору; з 18 січня 1943 року — третій заступник командувача бронетанковими і механізованими військами (БТ і МВ) РСЧА, з 07.02.1943 року — генерал-лейтенант танкових військ; з липня 1943 року — командувач БТ і МВ Степового (з 20.10.1943 — 2-го Українського) фронту, 24.04.1944 року присвоєне військове звання генерал-полковник танкових військ.
У липні 1945 року призначений командувачем БТ і МВ Забайкальського фронту, на цій посаді брав участь у радянсько-японській війні, зокрема у Маньчжурській операції.
З 1946 року й до кінця життя — генерал-інспектор Генеральної інспекції БТ і МВ Радянської армії.
Похований на Новодівочому цвинтарі.

## Нагороди
Нагороджений орденом Леніна (21.02.1945), двома орденами Червоного Прапора (17.04.1943, 03.11.1944), двома орденами Суворова 1-го ступеня (13.09.1944, 28.04.1945), двома орденами Кутузова 1-го ступеня (22.02.1944, 08.09.1945), двома орденами Червоної Зірки (16.08.1936, 05.06.1945) і медалями, в тому числі іноземними.